# Муслим Магомаев
Мусли́м Магоме́тович (Магоме́т оглы́) Магома́ев (на азербайджански: Müslüm Məhəmməd oğlu Maqomayev) е съветски, азербайджански и руски певец. Той има голям успех както като оперен (баритон), така и като поп певец. Дълги години е и ръководител на редица оркестри.

## Биография
Мюслюм Макомаев е роден в азербайджанската столица Баку като гражданин на тогавашния Съветски съюз. Родителите му са актриса и сценограф, паднали във Великата отечествена война. Кръщават го на дядо му, едноименния композитор, починал пет години по-рано.
До 1968 г. Магомаев учи пиано, композиция и пеене в Бакинската музикална консерватория. Финалист е на Фестивала на азербайджанската култура през 1962 г. в Московския Кремъл и е смятан за голям талант. През 1963 г. получава постоянен ангажимент в Театъра за опера и балет „Аксундов“ на Азербайджанската държавна академия в Баку. Паралелно със следването си работи като солист в различни концертни зали и оперни театри в Русия и в чужбина през 1964 и 1965 г. Той прави гостувания в Ла Скала в Милано и получава голямо признание от публиката, особено като Фигаро в „Севилският бръснар“ на Джоакино Росини и Скарпия в „Тоска“ на Джакомо Пучини. В крайна сметка той отказва поканата за московския Болшой театър, за да се концентрира върху популярната музика. Това е началото на кариерата му като съветски артист.
Магомаев скоро постига голям успех. Понякога изнася по няколко концерта на ден в големи зали, а записите му се продават в милиони копия. След няколко успешни концертни турнета самата Екатерина Фурцева му отказва разрешение да отиде на по-нататъшни турнета в западните страни. Поради това държавата попречва на Магомаев да преследва истинска международна кариера. Успехите му у дома обаче продължават. От края на 60-те години, както и през 70-те и 80-те години на XX век, Магомаев е забележим в целия Съветски съюз и имного уважаван като певец на популярна музика. Той получава първата си златна плоча за продажба на повече от 4,5 милиона копия през същата година в Midem в Кан.

## Народен артист на СССР
От 1975 до 1989 г. заема длъжността директор на Държавния симфоничен оркестър на Азербайджан, който той основава. През 90-те години конфликтът му с азербайджанския министър на културата Полад Бюлбюлоглу се задълбочава, което в крайна сметка довежда до напускането на Магомаев на Баку.
Магомаев композира повече от 20 собствени песни и пише музиката за няколко филмови продукции, в някои от които участва. Той е и автор на книга за Марио Ланца, на която е базиран руски телевизионен сериал.
След дълго тежко боледуване Муслим Магомаев умира на 25 октомври 2008 г. Церемонията по сбогуването се състои в Азербайджанската държавна филхармония на името на М. Магомаев в Баку, след което той е погребан според мюсюлманските канони. Преди смъртта си той живее със съпругата си, руското мецосопрано Тамара Синявская, в Русия и само от време на време посещава Баку.

## Любопитни факти
- Мюслюм Макомаев пее на руски, английски и италиански.[3]
- През 1997 г. астероидът (4980) Магомаев, открит през 1974 г. от руския астроном Людмила Черних, е кръстен в чест на певеца.
- В негова чест е кръстена и концертната зала „Крокус Сити Хол“ в Москва, където на 22 март 2024 г. е извършен терористичен акт.